# Magger Placid
Magger Placid (? – Pannonhalma, 1667) pannonhalmi főapát.

## Élete
A sziléziai születésű szerzetes a harmincéves háború alatt menekült a Magyar Királyság területére, ahol előbb a Vág-völgyében pasztorált, majd belépett a pannonhalmi bencések közé. Főapátként fontos szerepet játszott a bencések helyzetenék megszilárdításában. Sikerült elérnie, hogy a katonaságot végleg kitelepítsék a pannonhalmi monostorból, összeíratta a  főmonostor javait, köztük a könyvtár állományát is, és nagy hangsúlyt fektetett a plébániák újjászervezésére.